# Aéroport de Dilolo
L'aéroport de Dilolo (ICAO : FZSI) est une piste d'atterrissage servant la localité de Dilolo, chef-lieu du territoire éponyme de la province du Lualaba depuis le démembrement de la province du Katanga en république démocratique du Congo.
La piste est située à 7,5 kilomètres au sud de la ville, près de la frontière angolaise.

## Situation en RDC
| Bandundu Basango Mboliasa Bunia Gbadolite Gemena Goma Ilebo Kalemie Kananga Kikwit Kindu Kinshasa-Ndjili Kinshasa-N'Dolo Kisangani Kolwezi Lodja Lubumbashi Matari Matadi Mbandaka Mbuji Mayi Nioki Tshikapa Tshumbe |